# Shota Horie

a Compétitions nationales et continentales officielles uniquement.

b Matchs officiels uniquement.
Dernière mise à jour le 27 novembre 2024.
Shota Horie (堀江翔太, Horie Shōta), né le 21 janvier 1986 à Suita, dans la préfecture d'Osaka (Japon), est un joueur de rugby à XV japonais qui évolue au poste de talonneur. Il représente l'équipe du Japon entre 2009 et 2023, disputant quatre Coupes du monde. En club, il effectue la majeure partie de sa carrière avec les Saitama Wild Knights, avec des passages à l'étranger en Nouvelle-Zélande et en Australie.

## Biographie

### Jeunesse et formation
Après avoir d'abord joué au basket-ball et au football, Shota Horie commence à pratiquer le rugby à XV à l'âge de onze ans avec l'école de rugby du club de sa ville natale de Suita,. Il rejoint ensuite le lycée de Shimamoto, où il poursuit la pratique du rugby, et se fait remarquer par son talent, malgré le niveau limité de son équipe scolaire. Le niveau de son équipe fait qu'il ne dispute jamais le tournoi national lycéen, et doit se contenter du modeste niveau régional.
Il évolue dans un premier temps au poste de troisième ligne centre avant d'être repositionné au talon en dernière année,. Il gardera toute sa carrière une mobilité et une aisance technique issue de son premier poste,.

### Carrière en club

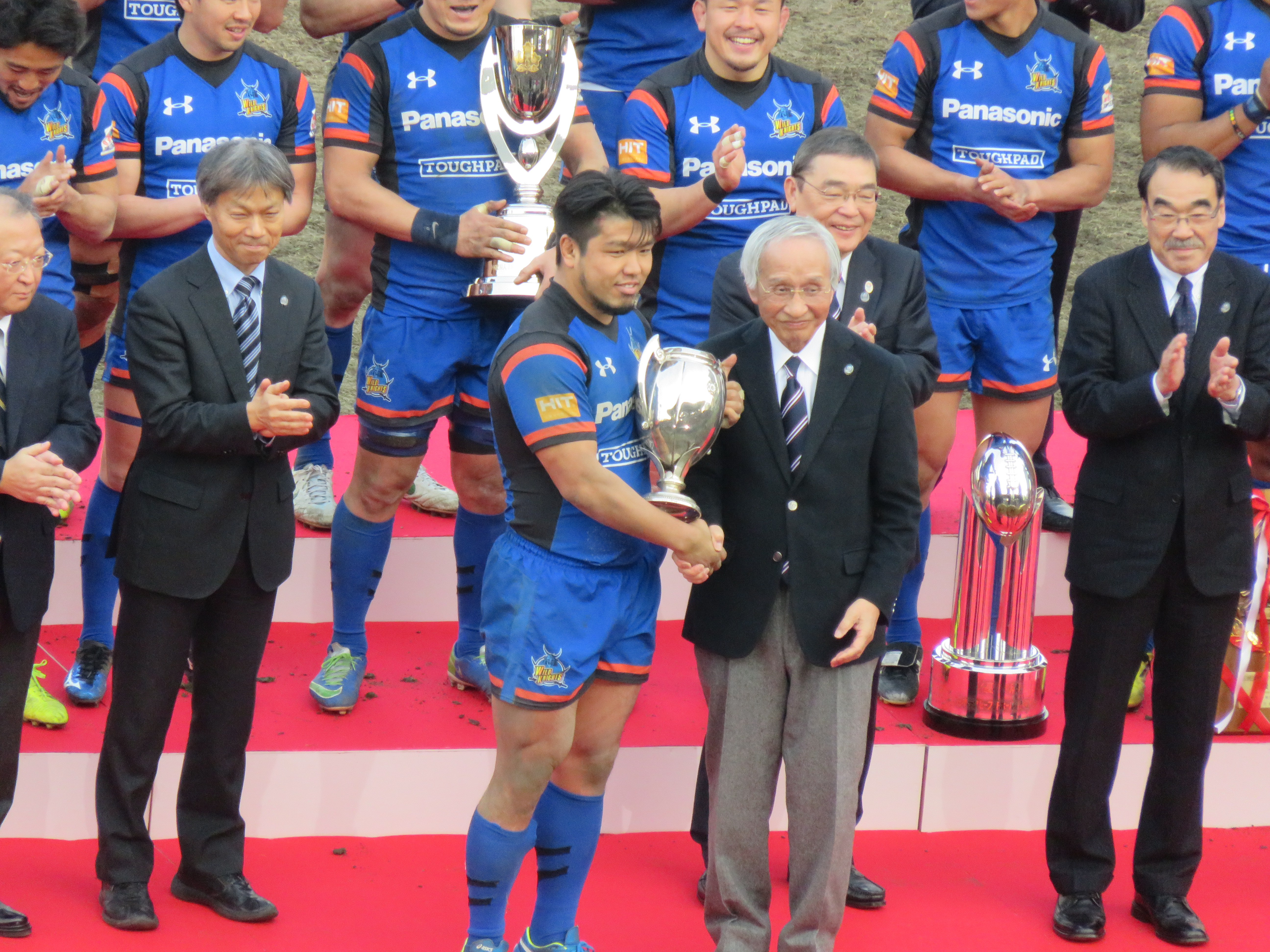
Shota Horie lors de la remise du trophée, après la victoire du championnat 2015-2016.

Shota Horie entre à l'Université Teikyō en 2004, et poursuit la pratique du rugby avec l'équipe de l'établissement dans le championnat national universitaire. Il joue pendant quatre ans avec cette équipe, dont il devient le capitaine.
Après avoir terminé son parcours universitaire, il s'engage en 2008 avec le club des Sanyo Wild Knights, basés à Kumagaya. Parallèlement, il joue pendant deux saisons en Nouvelle-Zélande avec l'Academy (centre de formation) de la province de Canterbury. Alors qu'il ambitionne d'obtenir un contrat avec l'équipe professionnelle de la province, il ne parvient finalement pas à remplir cet objectif, et rentre au Japon en 2009.
Avec les Wild Knights, il s'impose comme un cadre de son équipe dès sa première saison,. Il remporte son premier titre national en 2011, après une finale remportée face aux Suntory Sungoliath.
En 2012, tout en restant sous contrat avec les Wild Knights, il fait son retour en Nouvelle-Zélande, et rejoint la province d'Otago en National Provincial Championship. Se partageant le poste de talonneur avec Liam Coltman, il est titularisé deux fois en onze matchs, et inscrit un essai,. Il est remplaçant lors de la finale du Championship (deuxième division du NPC), que son équipe perd face aux Counties Manukau,.
En décembre 2012, il signe un contrat d'une saison avec la franchise australienne des Melbourne Rebels pour disputer la saison 2013 de Super Rugby. Il devient le premier joueur japonais à évoluer dans ce championnat, conjointement à Fumiaki Tanaka qui rejoint les Highlanders la même saison. Il connaît sa première feuille de match le 15 février 2013, en tant que remplaçant face à la Western Force, mais n'entre finalement pas en jeu. Aligné à nouveau la semaine suivante, il fait finalement ses débuts officiels en Super Rugby face aux Brumbies. Il joue finalement un total de six matchs lors de la saison, pour une unique titularisation. Il prolonge dans la foulée son engagement avec l'équipe australienne pour une saison supplémentaire. Il obtient un temps de jeu largement supérieur la saison suivante, disputant treize matchs pour six titularisations,. Alors qu'il a initialement prolongé son contrat avec les Rebels pour une troisième saison en 2015, une blessure subie avec les Wild Knights l'empêche finalement d'honorer son contrat,.
Il rejoint en 2016 la nouvelle franchise japonaise de Super Rugby : les Sunwolves, et en est immédiatement nommé capitaine,. Il mène ainsi son équipe vers la première victoire de son histoire, le 23 avril 2016 contre les Jaguares. Il joue quatre saisons avec cette équipe, de 2016 à 2019, disputant vingt-six matchs.
En championnat, il fait partie de l'effectif des Wild Knights qui remporte la Top League trois fois de suite en 2014, 2015 et 2016. Il est élu meilleur joueur du championnat japonais de la saison 2015-2016 et fait partie de l'équipe type de la saison. Il est également nommé dans les équipes types du championnat en 2018.
À partir de 2019 l'émergence d'Atsushi Sakate, qui vient d'être nommé nouveau capitaine du club, font qu'il est surtout utilisé en tant que remplaçant, comme impact player,,.
Son club remporte à nouveau le championnat national en 2021 et 2022,. Il est à nouveau élu meilleur joueur du championnat en 2022.
Il joue le dernier match de sa carrière en club le 26 mai 2024, lors de la finale du championnat que son équipe perd face aux Toshiba Brave Lupus.

### Carrière en sélection nationale

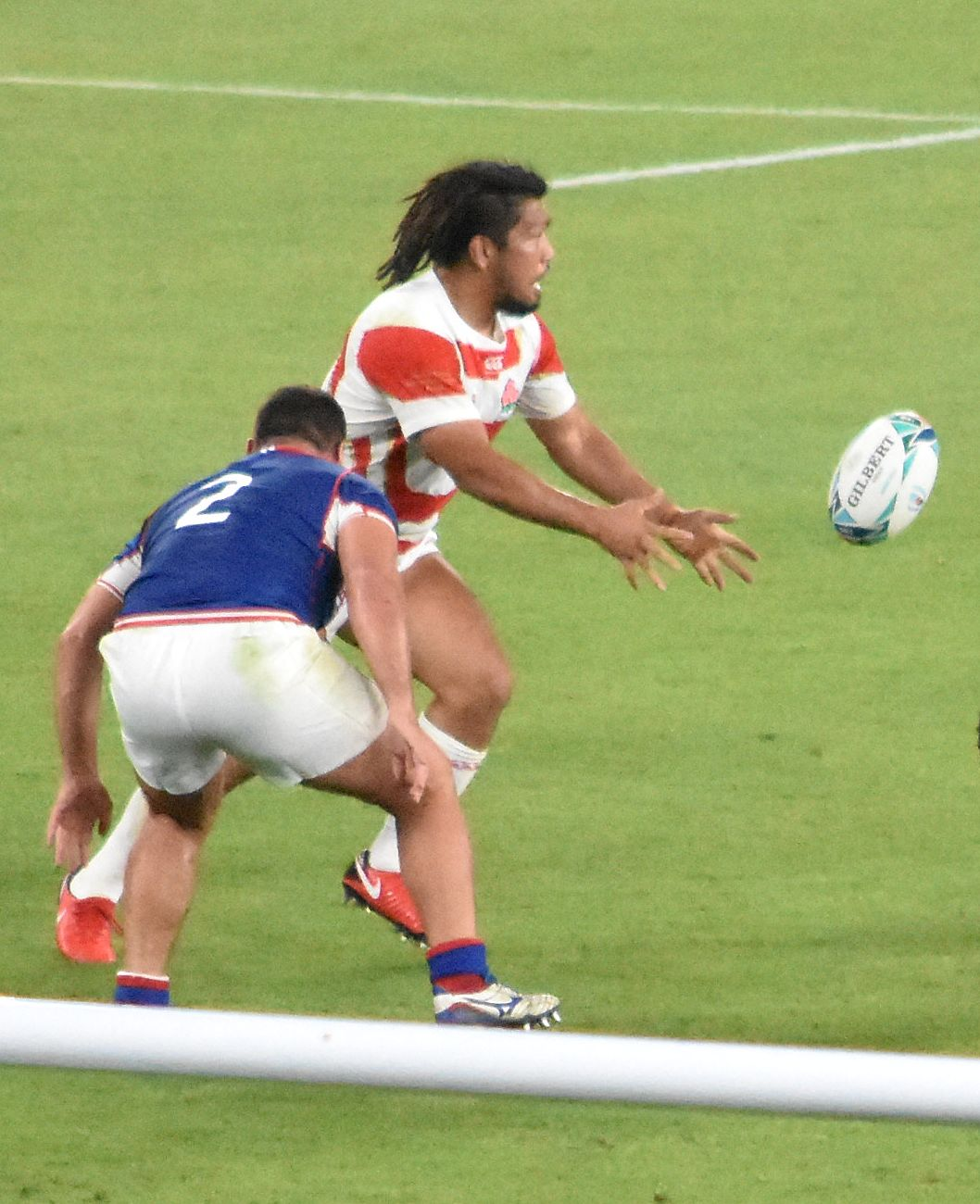
Shota Horie lors du match face à la Russie, pendant la Coupe du monde 2019.

Shota Horie représente la sélection japonaise des moins de 19 ans en 2004, disputant le championnat du monde junior en Afrique du Sud.
Il honore sa première cape internationale avec l'équipe du Japon contre le Canada le 15 novembre 2009,. 
Le 22 août 2011, il est retenu par John Kirwan dans la liste des trente joueurs sélectionnés pour disputer la Coupe du monde en Nouvelle-Zélande. Il dispute trois des quatre matchs de poule contre la France, les Tonga et le Canada, marquant un essai contre ces-derniers.
Il fait partie du groupe japonais choisi par Eddie Jones pour participer à la Coupe du monde 2015 en Angleterre. Il dispute les quatre matchs de son équipe comme titulaire, contre l'Afrique du Sud, l'Écosse, les Samoa, et les États-Unis. Il participe donc notamment à la victoire historique du Japon contre l'équipe d'Afrique du Sud 34 à 32 lors du premier match de poule,.
Il fait partie du groupe japonais sélectionné pour participer à la Coupe du monde 2019 au Japon. Il dispute les cinq rencontres de son équipe, dont le premier quart de finale de l'histoire de son pays contre l'équipe d'Afrique du Sud.
Après ce Mondial à domicile, il est absent de la sélection pendant quasiment trois ans, avant de faire son retour en juin 2022 à l'âge de 36 ans.
Il est appelé dans le groupe japonais pour la préparation de la Coupe du monde 2023. Il est ensuite retenu dans la sélection finale pour ce qui est le quatrième Mondial de sa carrière,. Il dispute à nouveau tous les matchs de son équipe, qui est éliminée à l'issue de la phase de poule, ce qui marque la fin de sa carrière internationale,,.
Il joue le tout dernier match de sa carrière de joueur le 22 juin 2024, avec les Barbarians face aux Fidji,. Lors de ce dernier match, il inscrit une transformation lors des dernières minutes du match.

## Palmarès

### En club
- Vainqueur du Championnat du Japon en 2011, 2014, 2015, 2016, 2021 et 2022 avec les Wild Knights.
- Finaliste du Championnat du Japon en 2009, 2010, 2012, 2018, 2023 et 2024 avec les Wild Knights.

### En sélection nationale
- Vainqueur du Championnat d'Asie en 2010.
- Vainqueur de la Coupe des nations du Pacifique en 2019.

### Distinctions personnelles
- Meilleur joueur du Championnat du Japon en 2010, 2016 et 2022.
- Membre de l'équipe type du Championnat du Japon en 2016, 2018 et 2022.

## Statistiques en équipe nationale
- 76 sélections avec le Japon
- 50 points (10 essais)
- Sélections par année : 2 en 2009, 8 en 2010, 7 en 2011, 2 en 2012, 8 en 2013, 5 en 2014, 10 en 2015, 6 en 2016, 7 en 2017, 3 en 2018, 7 en 2019, 2 en 2022, 8 en 2023
- En Coupe du monde :
  - 2011 : 3 sélections (France, Tonga, Canada), 5 points (1 essai)
  - 2015 : 4 sélections (Afrique du Sud, Écosse, Samoa, États-Unis)
  - 2019 : 5 sélections (Russie, Irlande, Samoa, Écosse, Afrique du Sud)
  - 2023 : 4 sélections (Chili, Angleterre, Samoa, Argentine)